# Лиссабонское соглашение об охране наименований мест происхождения и их международной регистрации
Лиссабонское соглашение об охране наименований мест происхождения и их международной регистрации (англ. Lisbon Agreement for the Protection of Appellations of Origin and their International Registration) — соглашение, которое впервые было принято 31 октября 1958 года. Было пересмотрено 14 июля 1967 г. в Стокгольме. Вступило в силу 25 сентября 1966 года и находится под контролем ВОИС, которая хранит в международном реестре наименование мест происхождения и публикует их озаглавленное наименование мест происхождения товаров, которые также доступны в электронном формате на веб-сайте ВОИС. Последние дополнения в соглашение были произведены в сентябре 2011 года, с датой вступления в силу с 1 января 2012 года.
Лиссабонское соглашение представляет собой специальное соглашение в соответствии со статьей 19 Парижской конвенции по охране промышленной собственности. Любая страна, являющаяся участницей Конвенции, может присоединиться к Соглашению.
Административные функции Соглашения выполняет ВОИС.
По состоянию на 2022 год участниками являются 30 государств.

## Цель соглашения
Цель данного соглашения — урегулирование и защита мест происхождения и их регистрация в международном реестре с целью защиты прав собственности, с учётом различия правовых концепций в разных странах в относительно соответствующей области. Поэтому соглашение разработано в соответствии с различными национальными правовыми традициями в рамках конкретных исторических и экономических условий.
Причиной заключения данного соглашения стала необходимость в единой системе регистрации мест происхождения товаров — не только в стране происхождения, но и в других странах. Для этого они проходят единую регистрацию в международном бюро ВОИС.